# Jadacaquiva (Venezuela)
Pour les articles homonymes, voir Jadacaquiva.
Jadacaquiva est la capitale de la paroisse civile de Jadacaquiva de la municipalité de Falcón de l'État de Falcón au Venezuela.